# راجپیپلا
راجپیپلا (به انگلیسی: Rajpipla) یک منطقهٔ مسکونی در هند است که در Nandod Taluka واقع شده‌است. راجپیپلا ۳۴٬۹۲۳ نفر جمعیت دارد و ۱۴۸ متر بالاتر از سطح دریا واقع شده‌است.